# Vodni ekosistem
Vodni ekosistem je skupina vodnih organizmov, ki so v svojem okolju odvisni drug od drugega. Vodni ekosistem delimo na dve vrsti: morski ekosistem in sladkovodni ekosistem.

## Morski ekosistem
Morski ekosistemi pokrivajo približno 71 % zemeljske površine in vsebujejo približno 97 % vode na planetu. Ustvarjajo približno 32 % neto svetovne primarne proizvodnje. Oblikuje se iz sladkovodnih ekosistemov zaradi prisotnosti raztopljenih spojin, predvsem soli v vodi. Približno 85 % raztopljenih snovi v morski vodi sta natrij in klor. Povprečna slanost morske vode je 35 tisočink. Slanost morja se spreminja po pasovih morskega ekosistema.
Morske ekosisteme je mogoče razdeliti v naslednje cone: oceansko (relativno plitvi del oceana, ki leži na epikontinentalnem pasu); profundal (globoko v vodi, kjer ni svetlobe in organizmov); bentoške (dno morja); plimovanja (območje med visokim in nizkim plimovanjem), estuarij (izlivi rek), slana močvirja, koralni grebeni in hidrotermalni vrelci (kjer so žveplo, bakterije in oblike hranilnih snovi).  
Organizme najdemo v morskih ekosistemih, in to so rjave alge, dinoflagelati, korale, glavonožci, iglokožci in morski psi. Lovljenje rib v morskem ekosistemu je največji vir dobljenih iz divje populacije. 
Okoljski problemi v zvezi z morskim ekosistemom vključujejo netrajno izkoriščanje morskih virov (npr.: prenasičeno lovljenje nekaterih vrst), podnebne spremembe, onesnaženja obalnih mest in onesnaženje morja.  